# Upplands runinskrifter 143
Upplands runinskrifter 143 är en vikingatida berghäll i Hagby, Täby socken och Täby kommun. Runristningen är 2,95 gånger 1,45 meter. Runhöjden är 9-10 centimeter. U 143 är en av de så kallade Jarlabankestenarna. Cirka 30 meter sydväst om ristningen finns U 144.

## Inskriften
Translitterering av runraden:
× iurun × lit × kiara ×× broaʀ × iftiʀ × boanta ×× sen ×× auk ×× henminkr × auk × iarlabanki × eftiʀ × ink[i]fast × estriþ × iftʀ × inkuar × alkoþan × trenk
Normalisering till runsvenska:
Iorun let gærva broaʀ æftiʀ boanda senn ok Hæmingʀ ok Iarlabanki æftiʀ Ingifast, Æstrið æftiʀ Ingvar, allgoðan dræng.
Översättning till nusvenska:
Jorun lät göra broar efter sin man och Häming och Jarlabanke efter Ingefast, Estrid efter Ingvar, en mycket god ung man.